# Zahořanský potok (přítok Zubřiny)
Zahořanský potok, na horním toku Starý potok (německy Sahorschaner Bach) je pravostranným přítokem Zubřiny v České republice .

## Průběh toku
Zahořanský potok pramení severozápadně od Chodské Lhoty (resp. východně od Vítovek) ve Všerubské vrchovině. Jeho pramen se nachází na severním úpatí Chlumku (644 m n. m.) respektive na jihozápad od Dobré hory (641 m n. m.). Necelý kilometr jihozápadně od něj pramení řeka Kouba / Chamb. Horní tok směřuje zprvu na severozápad a po 500 metrech se v místě železniční zastávky Chodská Lhota kříží s železniční tratí Janovice nad Úhlavou - Domažlice. Tok pokračuje Kdyňskou brázdou přes obce Hluboká, Brnířov, Kdyně, Prapořiště a místní části Na Kobyle, Bílý Mlýn, Váchalovský Mlýn do Koutu na Šumavě. Poté Zahořanský potok protéká Chodskou pahorkatinou a napájí Novodvorský rybník u Nového Dvora. Jeho další tok vede na sever přes Levcův Mlýn, Moravcův Mlýn, Zahořany, Sedlice, Husmankův Mlýn, Byšensko a Na Ovčíně. Po 14,1 km toku se Zahořanský potok vlévá do Zubřiny, jihozápadně od Radonic,
V letech 2012 až 2013 byl na 3,3 km Zahořanského potoka u Zahořan vytvořen pomocí 3,5 m široké a 171 m dlouhé zemní hráze povodňový Poldr Zahořany. 
Mezi Chodskou Lhotou a Koutem na Šumavě je podél toku potoka vedena železniční trať Janovice nad Úhlavou - Domažlice.

## Větší přítoky
- Starecký potok (zleva), nedaleko Prapořiště
- Kojetický potok (zprava), Na Kobyle
- Novodvorský potok (zprava), ve Starém Dvoru v Novodvorském rybníku
- Koutský potok (zleva), pod Novým Dvorem
- Oprechtický potok (zprava), pod Novým Dvorem
- Spáňovský potok (zleva), nedaleko Spáňova
- Stanětický potok (zprava), v Zahořanech

## Protékané rybníky
- Novodvorský rybník mezi Koutem na Šumavě a Novým Dvorem